# Wheatley’s Ait
Wheatley’s Ait oder auch Wheatley Eyot ist ein Werder in der Themse von ungefähr 8 Hektar Größe oberhalb des Sunbury Lock. Die Insel liegt im Post town von Sunbury-on-Thames, ihre Verwaltung ist jedoch im Borough of Elmbridge in Surrey, England.
Scotland Eyot ist ein früherer Name der Insel. Sie gehörte im 19. Jahrhundert Thomas Vincent, einem Großgrundbesitzer aus Shepperton, der ein Verwandter von Edgar Vincent, 1. Viscount D’Abernon war.
In der Volkszählung von 2001 wurden auf der Insel 31 Wohnhäuser sowie 12 unbewohnte Ferienhäuser gezählt.

## Beschreibung
Die Insel ist in zwei Teile geteilt, die durch ein Wehr miteinander verbunden sind. Im flussaufwärts gelegenen Teil gibt es Wohnhäuser, Bootswerkstätten und eine Anlegestelle der Environment Agency. Dieser Teil der Insel ist vom Festland aus mit dem Auto zu erreichen. Der flussabwärtsgelegene Teil der Insel ist mit dem anderen Teil der Insel durch eine Fußgängerbrücke verbunden und eine nicht öffentliche Fußgängerbrücke verbindet ihn mit dem Sunbury Lock Ait. Auf dem flussaufwärtsgelegenen Inselteil stehen Wohn- und Wochenendhäuser.
Der River Ash mündet am flussaufwärts gelegenen Ende der Insel in die Themse.

## Postleitzahlen
- TW16 6BU
- TW16 6DA